# Stade Antonio Aranda
L'Estadio Antonio Aranda (français : Stade Antonio Aranda), appelé jusqu'en novembre 2013 Estadio Antonio Oddone Sarubbi, est un stade de football situé dans la ville de Ciudad del Este au Paraguay. Il est appelé couramment « Le bastion de l'Est » et sa capacité est de 28 000 spectateurs.

## Compétitions sportives
Le stade Antonio Oddone Sarubbi sert d'enceinte au club de la ville, le Club Atlético 3 de Febrero, et il accueille notamment des matchs de la Copa América 1999.